# دنیل واقعی نیست
دنیل واقعی نیست (انگلیسی: Daniel Isn't Real) فیلمی وحشت روان‌شناختی به کارگردانی آدام ایجپت مورتیمر است که فیلم‌نامه آن را به همراه برایان ده‌لیو بر اساس رمان اینگونه نجات پیدا کردم اثر ده‌لیو به نگارش درآورده‌است. مایلز رابینز، پاتریک شوارتزنگر، ساشا لین، مری استوارت مسترسون، هانا مارکس و پیتر مک‌رابی از بازیگران این فیلم هستند.
اکران اولیه این فیلم در ۹ مارس ۲۰۱۹ در جشنواره جنوب از جنوب غربی صورت پذیرفت و در ۶ دسامبر ۲۰۱۹ توسط ساموئل گلدوین فیلمز در سینماهای منتخب به نمایش درآمد.

## داستان
یک دانشجوی تازه‌وارد به نام لوک، که از مشکلات روانی و خشونت خانوادگی نیز رنج می‌برد، تلاش دارد تا با کمک دوست خیالی دوران کودکی‌اش به نام دنیل، از پس مشکلات بر بیاید اما پس از مدتی رفتارهای دنیل پرخاشگرانه می‌شود و لوک را مجبور به انجام خواسته‌هایش می‌کند.

## بازیگران
- مایلز رابینز در نقش لوک نایتینگل
  - گریفین رابرت فالکر در نقش کودکی لوک
- پاتریک شوارتزنگر در نقش دنیل 
  - ناتان رید در نقش کودکی دنیل
- ساشا لین در نقش کیسی
- هانا مارکس در نقش سوفی
- مری استوارت مسترسون در نقش کلر نایتینگل
- پیتر مک‌رابی در نقش پرسی
- چوکودی ایووجی

## بازخورد
دنیل واقعی نیست بازخورد مثبتی از سوی منتقدان دریافت کرد. در تارنمای راتن تومیتوز فیلم دارای رتبه ۸۴٪ بر اساس بررسی ۸۲ نقد است و میانگین نمره آن ۷.۲/۱۰ است. اجماع کلی این تارنما می‌نویسد: «دنیل واقعی نیست فیلمی جذاب و هوشمندانه برای طرفداران این ژانر با بازی‌های خوب است.» در متاکریتیک، فیلم بر اساس ۱۱ نقد، میانگین نمره ۶۱ از ۱۰۰ را به خود اختصاص داده‌است که حاکی از «نظرات عموماً مطلوب» است.